# Confidence Man
Confidence Man ist eine australische Elektro-Pop-Band aus Brisbane. Mit dem Album Confident Music for Confident People schafften sie 2018 den Durchbruch in ihrer Heimat. In den 2020ern hatten sie auch zunehmend in England Erfolge und 2024 platzierten sie sich dort mit dem Album 3 AM (La La La) in den Charts.

## Bandgeschichte
Confidence Man besteht aus den Geschwistern Grace und Lewis Stephenson, die für Tanz und Gesang zuständig sind, sowie Synthesizerspieler Sam Hales und Schlagzeuger Aidan Moore. Offiziell treten sie unter den Pseudonymen Janet Planet, Sugar Bones, Reggie Goodchild bzw. Clarence McGuffie auf. Sie waren vorher bereits in anderen Bands aktiv und waren eher im Bereich Rock unterwegs. Als sie sich in der Musikszene von Brisbane trafen, starteten sie einen Versuch mit Dance-Musik. Sie schlossen sich zusammen und veröffentlichten 2016 ihren ersten Song Boyfriend (Repeat). Im Jahr darauf fanden sie in Heavenly Recordings ein Label und ein weiteres Jahr später erschien ihr Debütalbum Confident Music for Confident People. Auf Anhieb kamen sie damit in die australischen Charts.
Auch aufgrund der Corona-Pandemie gab es danach nur einzelne Singleveröffentlichungen, bevor sie 2021 mit dem zweiten Album Tilt zurückkehrten. Es brachte sie in Australien in die Top 10.
Mit Songs wie First Class Bitch und den Kollaborationen On & On (Again) (mit Daniel Avery) und Now U Do (mit DJ Seinfeld) schufen sie sich danach in Großbritannien ein neues Publikum. Alle drei kamen in die Single-Verkaufscharts. 2024 gelang ihnen dann auch in den UK-Charts der Durchbruch mit dem Album 3 AM (La La La). Sie erreichten eine Top-10-Platzierung, was ihnen eine Nominierung beim Sound of 2025 der BBC brachte.

## Mitglieder
- Grace Margaret Stephenson (Janet Planet), Sängerin
- Aidan Kelsey Moore (Sugar Bones), Sänger
- Samuel Conor Hales (Reggie Goodchild), Synthesizer
- Lewis David Stephenson (Clarence McGuffie), Perkussion

## Diskografie
Alben
- Confident Music for Confident People (2018)
- Tilt (2022)
- 3 AM (La La La) (2024)

Lieder
- Boyfriend (Repeat) (2016)
- Bubblegum (2017)
- Better Sit Down Boy (2017)
- Don’t You Know I’m in a Band (2018)
- Santa’s Comin’ Down the Chimney (2018)
- First Class Bitch (2020)
- Holiday (2021)
- Feels Like a Different Thing (2022)
- Woman (2022)
- On & On (Again) (mit Daniel Avery, 2022)
- Now U Do (mit DJ Seinfeld, 2023)
- Forever 2 (mit DJ Boring, 2024)